# Трубеев, Виктор Васильевич
Виктор Васильевич Трубеев — советский хозяйственный деятель.

## Биография
Родился в 1925 году в Миассе. Член КПСС.
Окончил Миасское военное училище, ЧИМЭСХ.
Участник Великой Отечественной войны: командир взвода 476-го гвардейского минд.
В 1949—1965 гг. — мастер, инженер-экспериментатор, заведующий лабораторией двигателей, заместитель начальника, начальник экспериментального цеха, в 1965—1968 гг. — начальник ОТК, в 1968—1970 гг. — секретарь парткома, в 1970—1976 гг. — главный инженер, в 1976—1983 гг. — директор производственного объединения «УралАЗ».
За разработку конструкции 3-осного автомобиля «Урал» и организацию его массового выпуска был в составе коллектива удостоен Государственной премии СССР 1972 года закрытым Постановлением Совета Министров СССР и ЦК КПСС.
Умер в 1995 году в Миассе.

## Награды
- Орден Октябрьской революции (1981)
- Орден Отечественной войны I степени (06.04.1985)
- Орден Отечественной войны II степени (17.02.1972)
- Орден Трудового Красного Знамени (1971, 1976)